# Carex heleonastes
Carex heleonastes je druh jednoděložné rostliny z čeledi šáchorovité (Cyperaceae), rodu ostřice (Carex).

## Popis
Jedná se o rostlinu dosahující výšky nejčastěji 15–30 cm. Je vytrvalá, řídce trsnatá, s krátkými oddenky
Lodyhy jsou trojhranné, nahoře drsné, vzpřímené, delší než listy. Čepele listu jsou asi 1,5–2 mm široké, žlábkovité, sivozelené. Carex heleonastes patří mezi stejnoklasé ostřice, všechny klásky vypadají víceméně stejně a většinou obsahují samčí i samičí květy. Složené květenství se skládá nejčastěji ze 3–4 (vzácněji až 6) kulovitých až vejčitých klásků, cca 5–10 mm dlouhých.Okvětí chybí. V samčích květech jsou zpravidla 3 tyčinky. Blizny jsou většinou 2. Plodem je mošnička, která je cca 2,7–3,5 mm dlouhá, vejčitá až eliptická., dole zelenobílá, nahoře bledě hnědá, na vrcholu zakončená kuželovitým zobánkem, který má trochu drsný okraj. Každá mošnička je podepřená plevou, která je světle hnědá, řidčeji až červenohnědá, se světlým okrajem.

## Rozšíření
Carex heleonastes roste v severní Evropě, jižněji izolovaně Alpy, Kavkaz, dále na severní Sibiři, v horách jižní Sibiře, na Aljašce, v Kanadě, Grónsku a na Špicberkách, ojedinělé izolované lokality jsou snad i jinde (většinou hory). Většinou roste na rašeliništích nebo podmáčených loukách. V ČR ani na Slovensku neroste, nejblíže ji najdeme vzácně v Alpách ve Rakousku.